# ويليام إس. رايس
ويليام إس. رايس (بالإنجليزية: William S. Rice)‏ هو فنان أمريكي، ولد في 23 يونيو 1873، وتوفي في 27 أغسطس 1963 في أوكلاند في الولايات المتحدة.